# 국방전비태세검열단
합참전비태세검열실(合參戰備態勢檢閱團)은 대한민국 국군의 부대와 기관에 대한 전투준비태세의 검열 업무를 수행하기 위하여 설치된 대한민국 합동참모본부 소속기관이다.
주요 수행업무는 아래와 같다.
1. 전투를 주임무로 하는 육군·해군·공군의 작전부대에 대한 전투준비태세 검열
2. 합동부대에 대한 지휘검열
3. 합동참모본부 및 합동부대에 대한 감찰 업무
단장은 해병대 소장이, 부단장은 육군 준장이 각각 담당한다.

## 설치 근거
- 합동참모본부 직제(대통령령 제29819호, 2019.6.19. 일부 개정) 제7조.

## 같이 보기
- 대한민국 국방부
- 대한민국 합동참모본부